# Botrynema ellinorae
Espèce
Synonymes
- Alloionema ellinorae Hartlaub, 1909[2]

Botrynema ellinorae  est une espèce de trachyméduses de la famille des Halicreatidae.

## Habitat et répartition
Cette espèce est présente dans les abysses de l'océan Arctique et du nord Atlantique.

## Description
Dans la publication originale, l'auteur indique que le diamètre au niveau de l'ouverture de la cloche est de 15 mm et à la base de l'estomac 6 mm. Cette espèce a une forme hémisphérique parfois plus haute que large.

## Étymologie
Son nom spécifique, ellinorae, lui a été donné en l'honneur de Ellinore Krezzer de Wiesbaden. 

## Publication originale
- Hartlaub, 1909 : Méduses. Croisière océanographique : accomplie à bord de la Belgica dans la Mer du Grönland, vol. 1905, pp. 463-478 (texte intégral) (fr).